# Djebel Hamra
Djebel Hamra és un massís muntanyós de Tunísia entre Kasserine i Sidi Bou Zid, uns 18 km al sud-est de Sbeïtla. La llarga plana de Gamouda queda delimitada a occident per aquesta muntanya. L'única vila rellevant és Sabalet Oueled Asker al vessant nord.